# Régiment de cuirassiers vieux-prussien K 8
Pour les articles homonymes, voir 8e régiment.
Le 8e régiment de cuirassiers vieux-prussien est formé en 1690 et dissous en 1806. Il participe à de nombreuses campagnes et est dirigée par Friedrich Wilhelm von Seydlitz, l'un des plus importants chefs de cavalerie prussienne.

## Formation
En 1690, le colonel baron Kaspar Friedrich von Lethmate (de) recrute deux compagnies pour renforcer le régiment Prince-héritier. Au lieu de cela, ces compagnies ainsi que deux compagnies de cavalerie mecklembourgeoises et deux compagnies de cavalerie de Bayreuth sont constituées pour former un régiment sous le commandement du margrave Christian-Ernest de Brandebourg-Bayreuth.
En 1718, quatre compagnies du régiment von Heyden sont constituées. Cela porte le régiment à 10 compagnies (5 escadrons)

## Dissolution
Après la défaite prussienne à la bataille d'Iéna, les restes du régiment doivent se rendre à Pasewalk le 29 octobre 1806. Le dépôt du régiment est fait prisonnier lors de la capitulation de Schweidnitz le 16 février 1807. À Pasewalk, un détachement s'est cependant échappé et est parvenu jusqu'en Prusse. Là, il est regroupé avec les restes du 2e régiment de dragons dans l'escadron provisoire de Reisewitz. Pendant la campagne de Prusse (fin mai 1807), celui-ci est le 6e escadron du 4e régiment de cuirassiers (Wagenfeld) et est définitivement incorporé à celui-ci par ordre du cabinet du 16 octobre 1807.

## Commandants du régiment
- 1691-1712 : Christian-Henri de Brandebourg-Culmbach
- 1712-1716 : Albert-Wolfgang de Brandebourg-Bayreuth
- 1716-1723 : Stephan von Dewitz (de)
- 1723-1734 : Friedrich von Egeln (de)
- 1734-1742 : Friedrich Siegmund von Waldow (de)
- 1742-1757 : Friedrich Wilhelm von Rochow
- 1757-1774 : Friedrich Wilhelm von Seydlitz
- 1774-1787 : Maximilian Sigmund von Pannewitz (de)
- 1787-1797 : Karl Friedrich Adam von Schlitz (de)
- 1797-1807 : Ludwig Ferdinand Friedrich von Heising (de)

## Étendards et tambours
Pendant la guerre de Sept Ans, le régiment n'a perdu aucun étendard. Les étendards portés en 1806 sont entreposés dans la forteresse d'Erfurt et détruites avant la reddition d'Erfurt. Les tambours d'argent et les drapeaux de tambour donnés au régiment par l'empereur Joseph sont perdus lors de la capitulation de Schweidnitz en 1807.

## Campagnes
Le régiment prend part aux campagnes et guerres suivantes:
- Grande guerre turque
- Guerre de Succession d'Espagne
- Première guerre de Silésie
- Seconde guerre de Silésie
- Guerre de Sept Ans
- Guerre de Succession de Bavière
- Guerre de la Quatrième Coalition

### Grande guerre turque
1691
Bataille de Slankamen : Tués : 1 officier, 5 sous-officiers, 61 hommes Blessés : 4 officiers, 1 sous-officier, 59 hommes et 104 chevaux
1693
Siège du Grand Wardein, Siège de Belgrade (de)
1695
Bataille de Peterwardein
1696
Bataille de Timisoara
1697
Bataille de Zenta

### Guerre de Succession d'Espagne
1702
Siège de Kaiserswerth, Siège de Venloo, Siège de Roermonde
1703
Siège de Gueldre
1704
Bataille de Höchstädt : Le régiment capture un étendard

### Première guerre de Silésie
1742
Bataille de Chotusitz

### Seconde guerre de Silésie
1744
Siège de Prague
1745
Batailles en Haute-Silésie, bataille de Neustadt
1745
Bataille de Hohenfriedberg : Tués : 6 officiers, 4 sous-officiers, 80 hommes
1745
Bataille de Soor : Avec le 9e régiment de cuirassiers, il attaque les régiments d'infanterie n°17 (Kollowrat) et n°40 (Damnitz). Ceux-ci sont faits prisonniers et 8 drapeaux sont conquis. Morts : 2 officiers, 1 sous-officiers, 19 hommes
1745
Bataille d'Hennersdorf : il y aura un étendard et 1 paire de tambours du régiment de cuirassiers de Dalwitz ainsi que 3 drapeaux du régiment de Saxe-Gotha

#### Décoration
1745 Pour le Mérite
pour le colonel Johann Carl Friedrich zu Carolath-Beuthen (de) pour Hohenfriedberg

### Guerre de Sept Ans
1756
Bataille de Lobositz : Morts : 1 officier, 3 sous-officiers, 42 hommes, Blessés : 5 officiers, 19 sous-officiers, 73 hommes, 3 sous-officiers et 15 hommes portés disparus
1757
Bataille de Prague, Bataille de Kolin
1757
Bataille de Roßbach : avec Seydlitz il fait exploser la cavalerie, il s'empare de 2 drapeaux, 5 étendards et plusieurs canons
1757
Bataille de Leuthen
1757
Siège de Breslau, siège de Schweidnitz (de)
1758
Siège d'Olomouc
1758
Bataille de Zorndorf : après la défaite de l'infanterie, Seydlitz se précipite d'abord vers l'aile droite russe, avec les 5e, 10e et 13e régiments de cuirassiers et les 1er, 3e et 7e régiments de dragons il immobilise l'infanterie ennemie, 4 Karrees sont détruits, 37 canons, 6 drapeaux et 1 étendard sont capturés. Morts : 3 officiers, 54 hommes, Blessés : 5 officiers, 5 sous-officiers, 87 hommes, 1 officier porté disparu
1758
Bataille de Hochkirch
1759
Batailles en Saxe, bataille de Hoyerswerda
1760
Siège de Dresde
1760
Bataille de Liegnitz : Le régiment combat avec les régiments d'infanterie N°1 (Empereur Toscane), N°24 (Emanuel Stahremberg), N°35 (Karl August Waldeck) ; 5 bataillons sont faits prisonniers, 6 drapeaux et 11 canons sont capturés ; Morts : 5 officiers, 9 sous-officiers, 97 hommes
1760
Bataille de Torgau
1761
Bataille de Langensalza, incursion dans le Schwarzbourg-Rudolstadt, camp de Bunzelwitz, Wahlstadt
1762
Bataille de Burkersdorf, bataille de Reichenbach, siège de Schweidnitz

#### Décorations
1757
Pour le Mérite pour le colonel Friedrich Wilhelm von Seydlitz pour Kolin
1757
Ordre de l'Aigle noir pour le colonel von Seydlitz pour Roßbach
1758
Pour le Mérite pour le colonel Levin Gideon Friedrich von Apenburg (de) pour Zorndorf
1761
Pour le Mérite pour le colonel Friedrich Wilhelm Lölhöffel von Löwensprung (de) pour Langensalza

### Guerre de Succession de Bavière
- 1778/79 dans l'armée du roi

### Guerre de la Quatrième Coalition
1806
Bataille d'Iéna, escarmouche près de Boldekow (24 hommes capturés)